# Avenida La Plata (subte de Buenos Aires)
Avenida La Plata es una estación de la línea E de la red de subterráneos de la Ciudad de Buenos Aires. Se encuentra ubicada debajo de la Avenida San Juan/Avenida Directorio entre Avenida La Plata y la calle Muñiz, en el límite entre los barrios de Caballito , Parque Chacabuco y Boedo.
Fue inaugurada luego de seis años de trabajos el 24 de abril de 1966, junto con la extensión a Bolívar, convirtiéndose temporalmente en terminal oeste de la línea. Perdió tal condición al inaugurarse la estación José María Moreno el 23 de julio de 1973.
Posee una tipología subterránea con una plataforma central y 2 vías. Un vestíbulo superior con 3 accesos y escaleras mecánicas.

## Decoración
En 2015 la estación se intervino con obras de la artista Marina Tórtola.

## Hitos urbanos
Se encuentran en las cercanías de esta:
- Comisaría N.°10 de la Policía Federal Argentina
- Parroquia San José de Calasanz
- Centros Médicos Barriale N.° 23 del Gobierno de la Ciudad Autónoma de Buenos Aires
- Escuela Primaria Común N.º 6 San José de Calasanz
- Escuela de Educación especial N.º33 Santa Cecilia
- Biblioteca Miguel Cané
- Plaza Antoine Saint-Exupery
- Autopista 25 de Mayo

## Imágenes

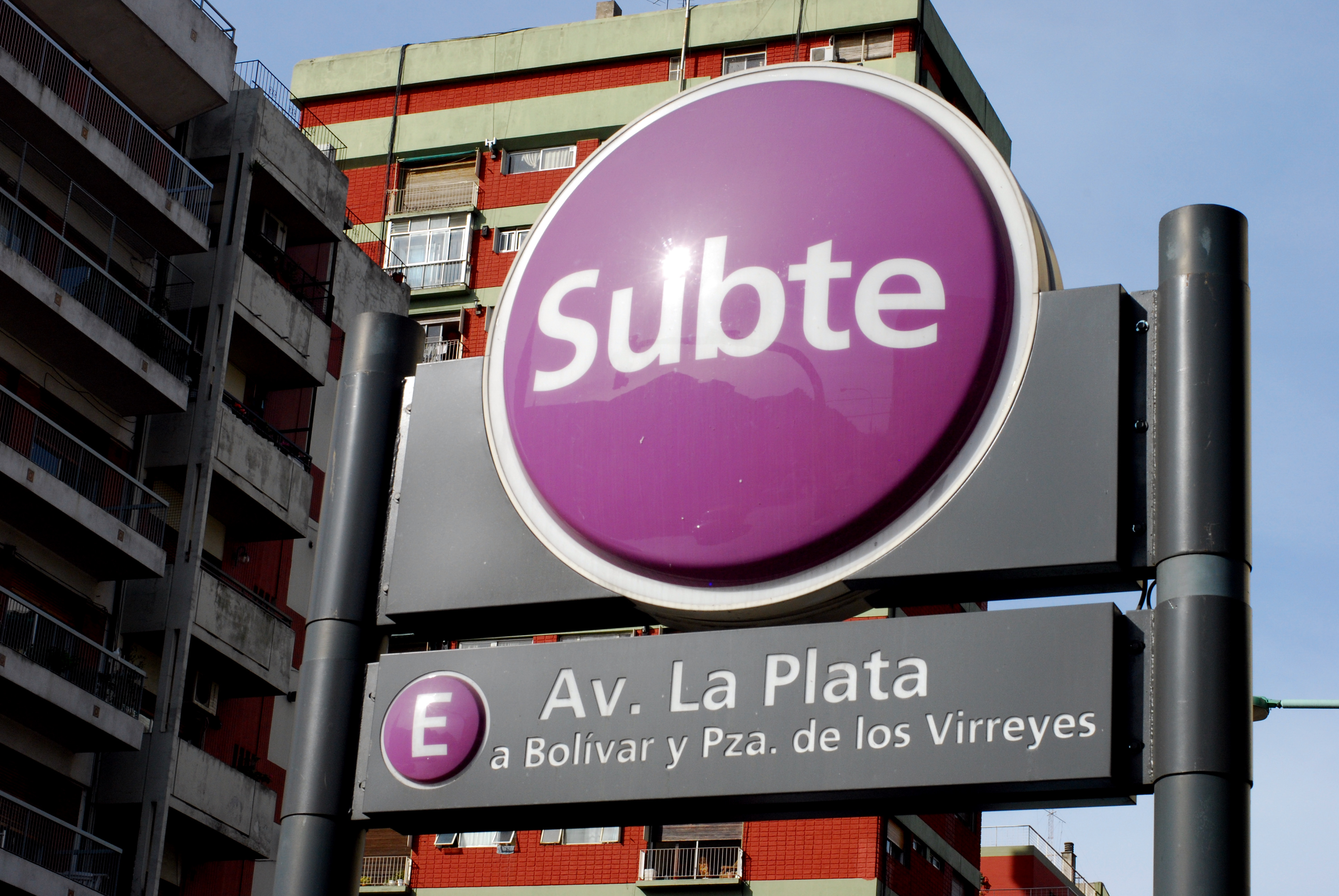
Boca de acceso
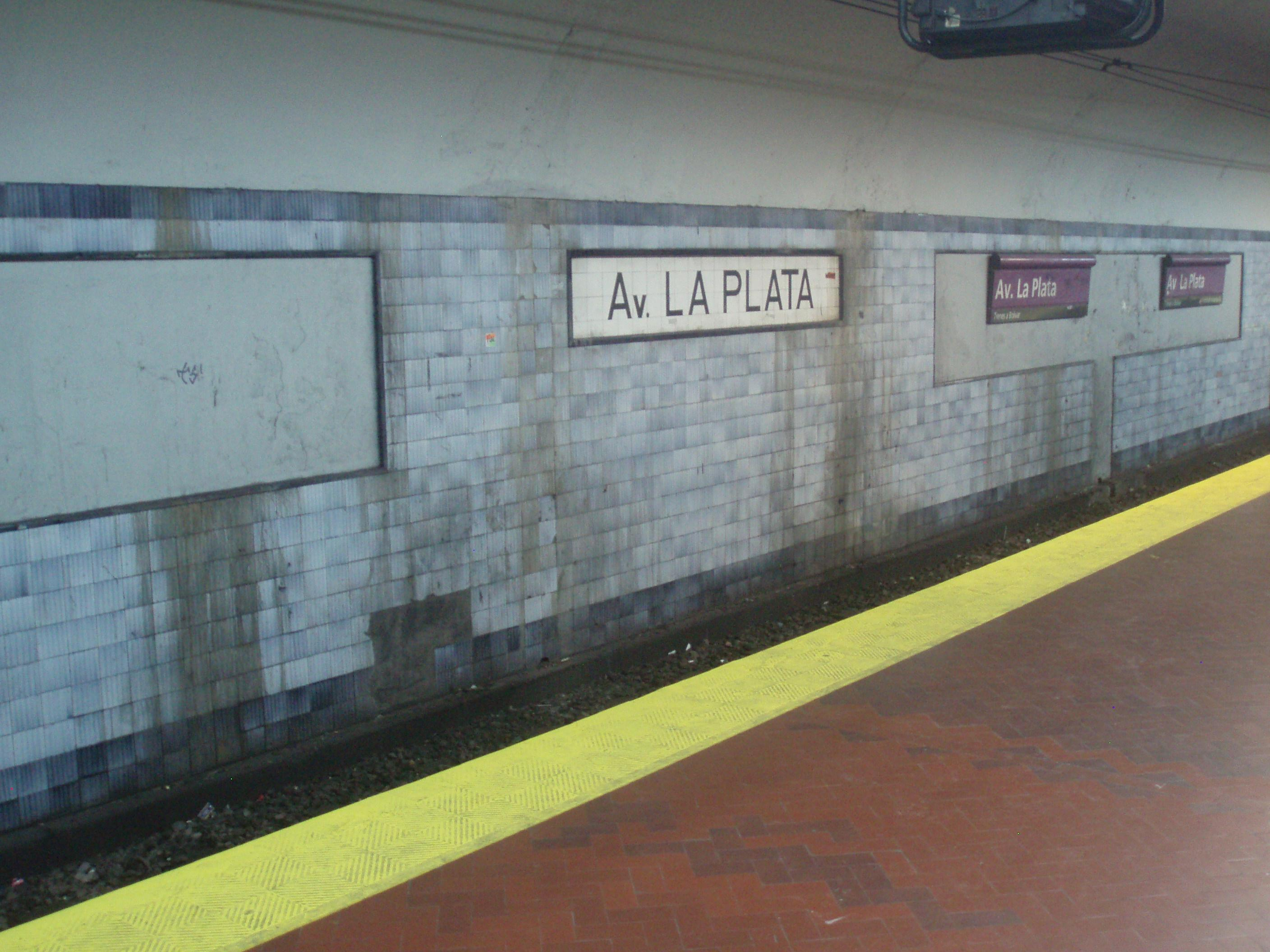
Lateral de la plataforma y cartel original
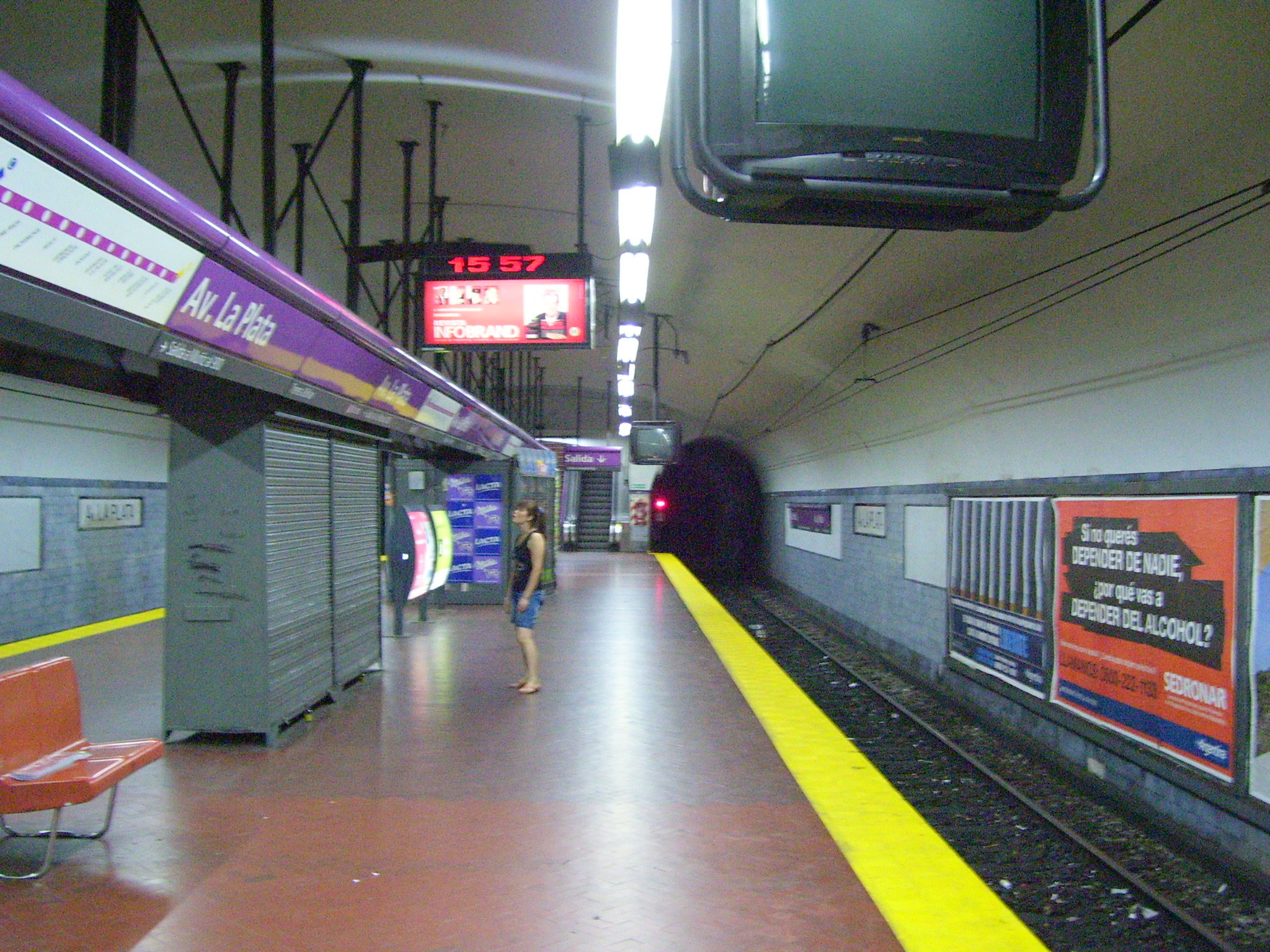
Plataforma y túnel
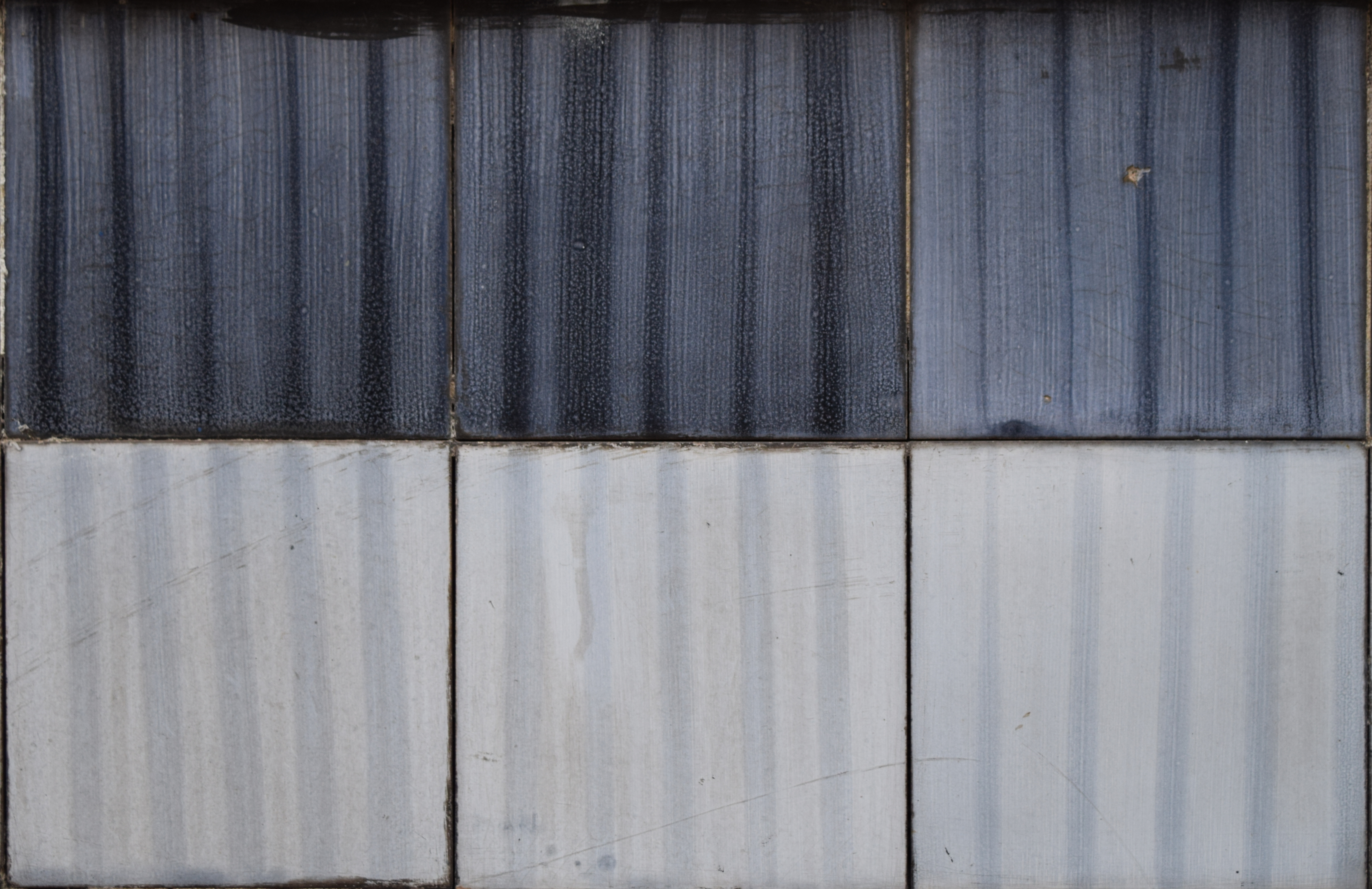
Alicatado